# Holubí Zhoř

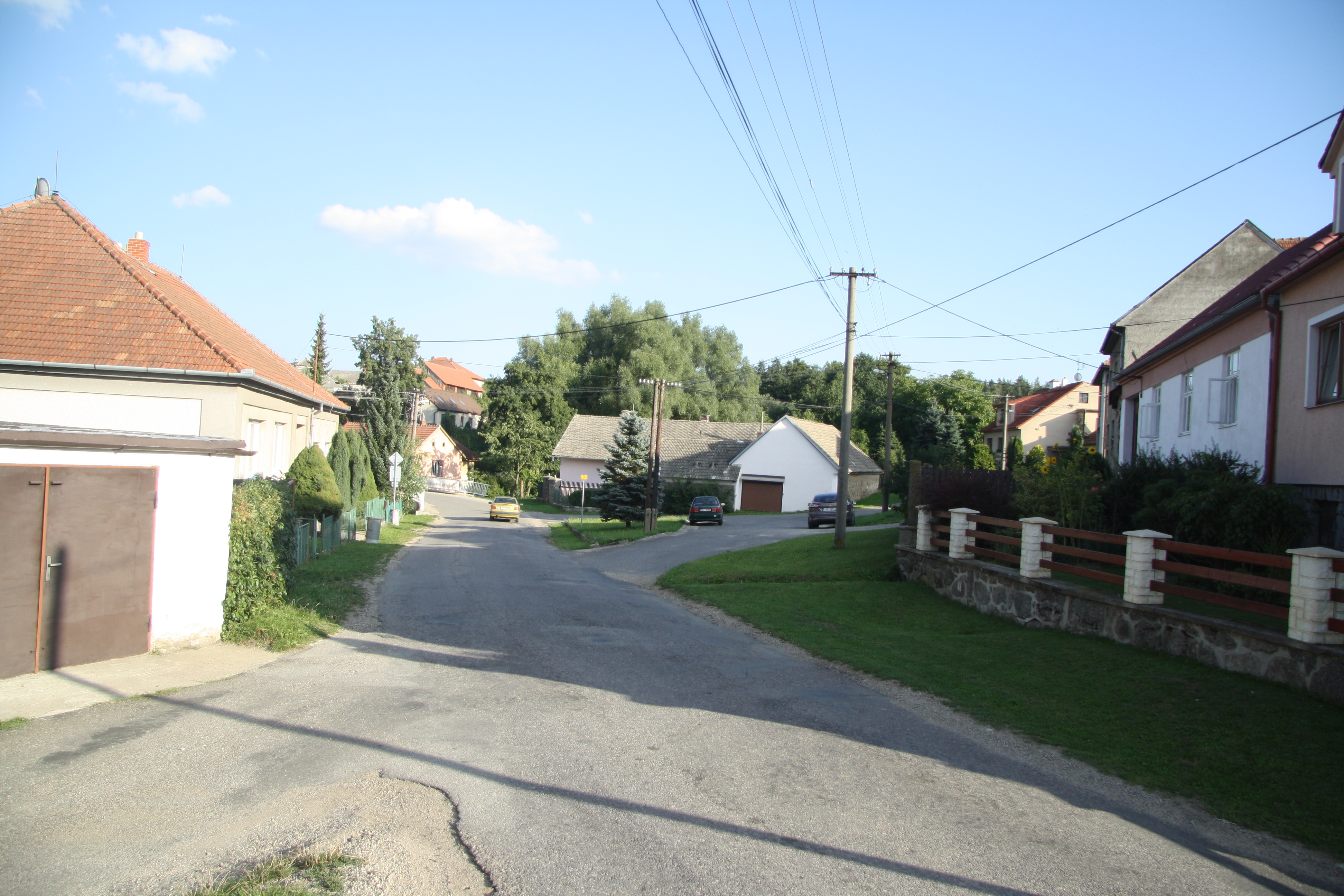
Ortszentrum

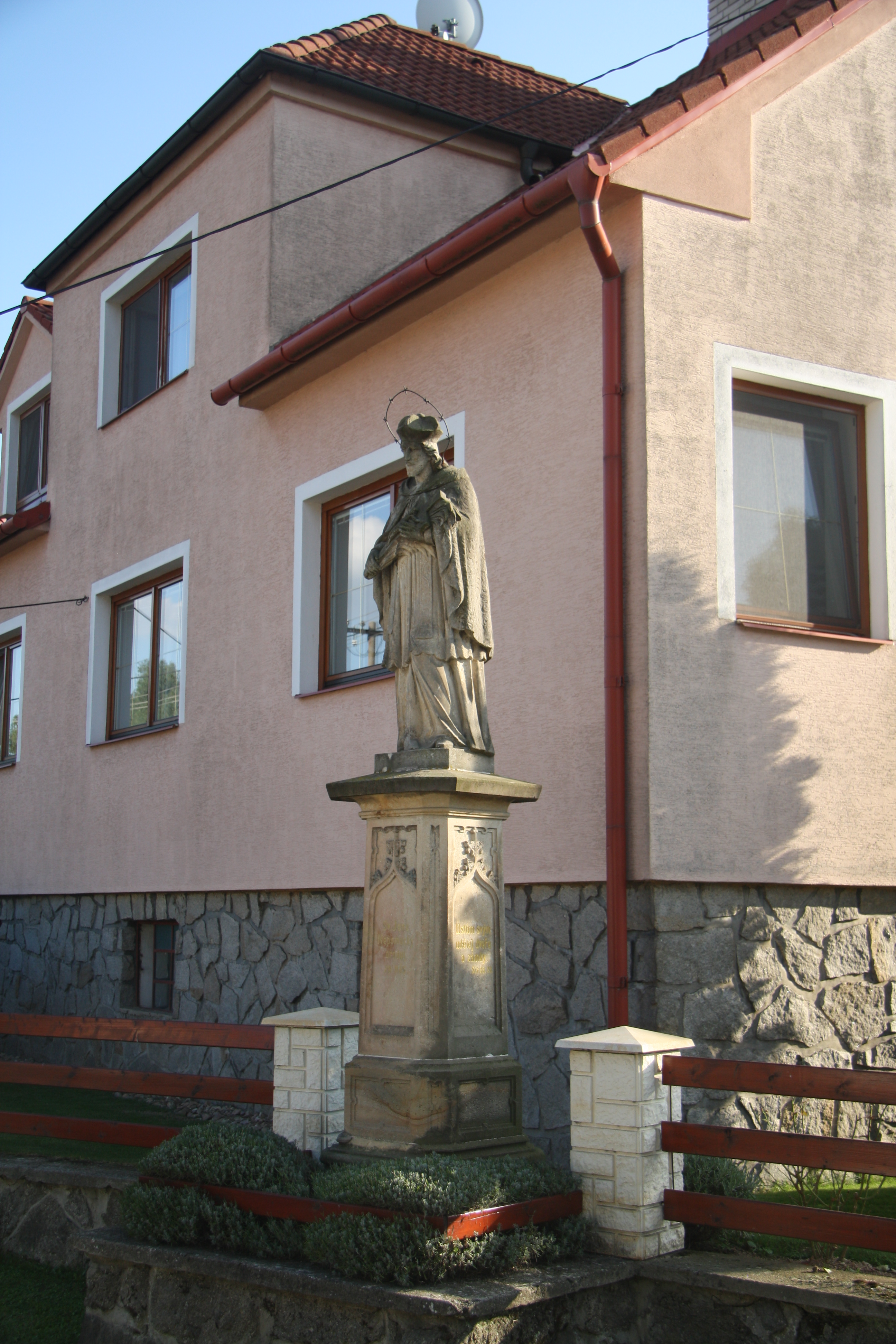
Statue des hl. Johannes von Nepomuk

Holubí Zhoř (deutsch Zhorz Holuby, 1939–45 Holub Shorsch) ist ein Ortsteil der Stadt Velká Bíteš in Tschechien. Er liegt sechs Kilometer westlich von Velká Bíteš und gehört zum Okres Žďár nad Sázavou.

## Geographie
Holubí Zhoř befindet sich im Tal des Baches Jelenka in der Křižanovská vrchovina (Krischanauer Bergland) im Süden der Böhmisch-Mährischen Höhe. Nördlich verläuft die Autobahn D 1. Im Osten erhebt sich der Chocholáč (516 m n.m.), südlich der Koní vrch (526 m n.m.) und im Nordwesten die Bačatka (582 m n.m.).
Nachbarorte sind Ruda und Křeptovský Dvůr im Norden, Záblatí, Jáchymov und Bezděkov im Nordosten, Nové Sady im Osten, Březka, Jindřichov und Jasenice im Südosten, Čikov im Süden, Vaneč und Kamenná im Südwesten, Tasov und Dvořáci im Westen sowie Dolní Heřmanice und Lhotka im Nordwesten.

## Geschichte
Erstmals urkundlich erwähnt wurde der Ort im Jahre 1356, als Subec von Stařechowic einen Freihof in Zhoř dem Niklas von Zhoř intabulieren ließ. Im Jahre 1360 bestanden in Zhoř drei Freihöfe, der übrige Teil gehörte zur Herrschaft Tassau. Znata und Tas von Tassau ließen 1361 ihren Besitz in Zhoř – zwei Höfe – ihren Erben landtäflig versichern.
Im Jahre 1560 veräußerten Georg Mrakeš von Noskov und seine Frau Katharina, geborene von Sternberg die Feste und das Städtchen Tassau mit allem Zubehör an den Besitzer der Herrschaft Budischau, Jan Martínkovský von Rozseč. Magdalena von Chlewsko ließ 1568 ihren Anteil – zwei Höfe und 11 Insassen in Tassau, fünf Insassen in Zhoř Holuby und die wüste Feste Hrádek an Jan Martínkovský überschreiben. Dieser verkaufte Tassau einschließlich der wüsten Burg Dub, der wüsten Feste Hrádek und den Anteilen von Zhoř Holuby 1572 zusammen mit Budischau an den Besitzer der Herrschaft Meziříčí Wenzel Berka von Dubá und Leipa. 1779 brannten die herrschaftliche Meierei und ein Teil des Dorfes ab.
Im Jahre 1842 bestand das im Iglauer Kreis gelegene Dorf Zhoř Holubi bzw. Zhoř Holuby aus 35 Häusern, in denen 229 Personen lebten. Im Ort gab es einen herrschaftlichen Meierhof, der einen stockhohen Pavillon bildete und von herrschaftlichen Dienern bewohnt wurde, sowie vier landtäflige Freihöfe – den Rauschischen Freihof, den Freihof Klement-Holuby, den Mankischen Freihof und den Hackelschen Freihof, die unter mehreren Eigentümern aufgeteilt waren. Pfarrort war Tassau. Bis zur Mitte des 19. Jahrhunderts blieb Holubi-Zhoř der Allodialherrschaft Budischau untertänig.
Nach der Aufhebung der Patrimonialherrschaften bildete Zhoř-Holubí / Zhorz Holuby ab 1849 mit den Ortsteilen Jáchymov und Lhotka eine Gemeinde im Gerichtsbezirk Groß Bittesch. Ab 1869 gehörte Zhoř-Holubí zum Bezirk Groß Meseritsch. Zu dieser Zeit hatte das Dorf 237 Einwohner und bestand aus 37 Häusern. Der Ortsname wurde in den 1870er Jahren in Holubí Zhoř geändert. Im Jahre 1900 lebten in Holubí Zhoř 247 Personen; 1910 waren es 258. Beim Zensus von 1921 lebten in den 76 Häusern der Gemeinde 443 Tschechen, in den 39 Häusern des Dorfes Holubí Zhoř waren es 246 Personen. Im Jahre 1930 bestand Holubí Zhoř aus 44 Häusern und hatte 222 Einwohner. Zwischen 1939 und 1945 gehörte Holubí Zhoř / Holub Shorsch zum Protektorat Böhmen und Mähren. 1948 wurde die Gemeinde dem Okres Velká Bíteš zugeordnet, zugleich erfolgte die Umgemeindung des Ortsteils Lhotka nach Tasov. Im Jahre 1950 hatte Holubí Zhoř 205 Einwohner. Im Zuge der Gebietsreform und der Aufhebung des Okres Velká Bíteš wurde Holubí Zhoř am 1. Juli 1960 dem Okres Žďár nad Sázavou zugewiesen. Am 1. Juli 1980 erfolgte die Eingemeindung nach Velká Bíteš. Beim Zensus von 2001 lebten in den 55 Häusern von Holubí Zhoř 147 Personen. Zu Beginn des Jahres 2010 hatte das Dorf 161 Einwohner. Holubí Zhoř ist landwirtschaftlich geprägt, neben bäuerlichen Betrieben bewirtschaftet die Agro Záblatí a.s. einen Teil der Flächen.

## Gemeindegliederung
Der Ortsteile Holubí Zhoř und Jáchymov bilden den Katastralbezirk Holubí Zhoř.

## Sehenswürdigkeiten
- Statue des hl. Johannes von Nepomuk
- Glockenturm
- Mehrere Wegkreuze
- Gedenktafel für die Brüder Rouš, an der ehemaligen Schule. Karel Rouš (1906–1942) wurde im KZ Auschwitz ermordet, Stanislav Rouš (1918–1942) ist als Angehöriger der RAF über der Nordsee vermisst. Beide stammen aus dem Haus Nr. 23 (Mankischer Freihof)[4]